# My 21st Century Blues

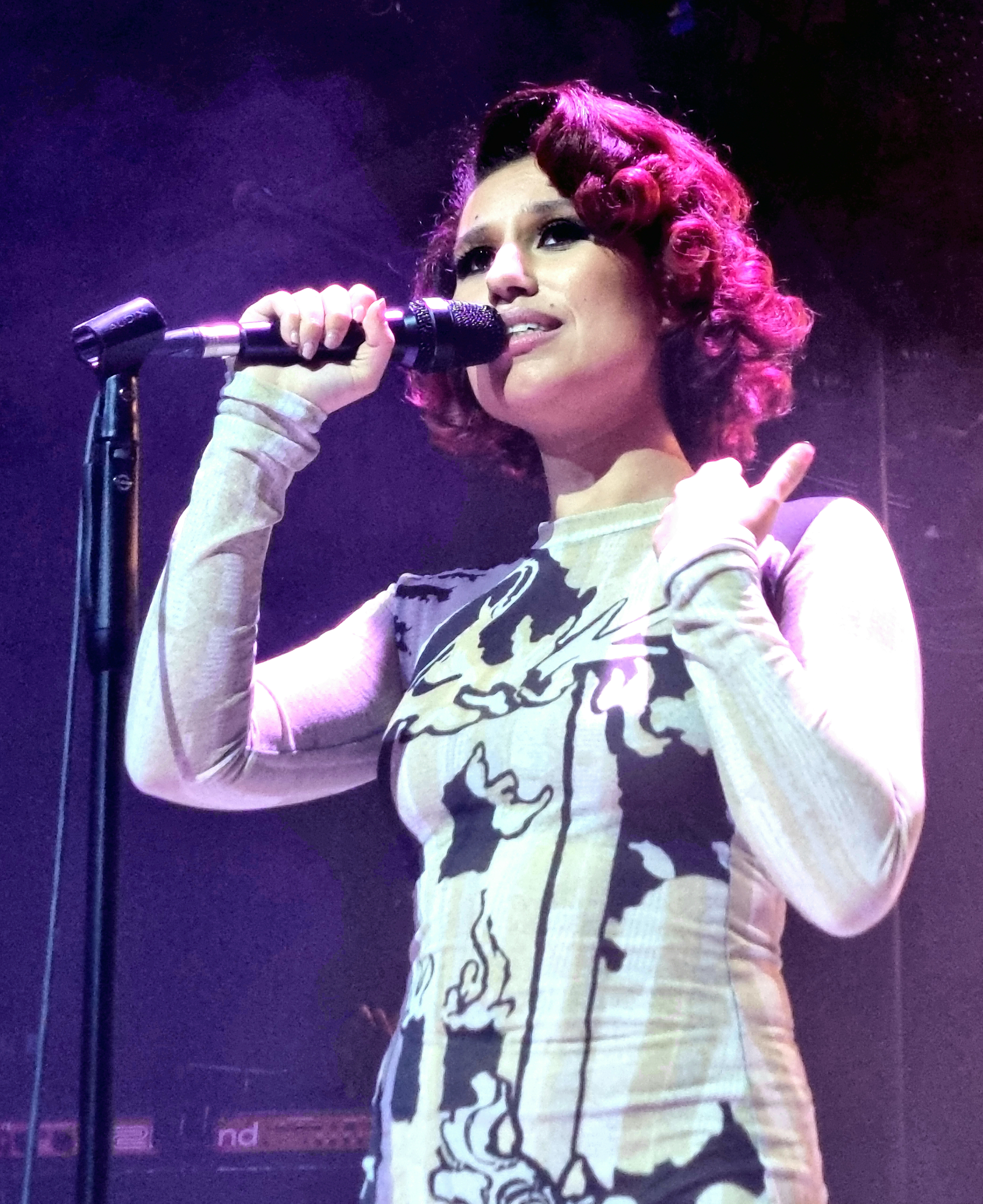
Raye стала соавтором всех песен альбома My 21st Century Blues

My 21st Century Blues — дебютный студийный альбом британской певицы Raye, выпущенный независимым лейблом Human Re Sources 3 февраля 2023 года. Он стал её первым проектом после ухода с лейбла Polydor Records в 2021 году, который якобы отказывал ей в выпуске альбома в течение нескольких лет. В значительной степени она сама написала и спродюсировала альбом, но при этом сотрудничала с различными коллегами, включая Майка Сабата, BloodPop, Punctual и Di Genius. 070 Shake и Mahalia выступают в качестве исполнителей. Охватывая множество жанров, My 21st Century Blues исследует борьбу Raye с наркотической зависимостью, дисморфией тела и сексуальным насилием, а также другие темы.
После выхода альбом My 21st Century Blues получил признание музыкальных критиков, многие из которых назвали его победой Raye и высоко оценили её исполнение. Несколько изданий назвали его одним из лучших альбомов 2023 года. В коммерческом плане альбом дебютировал на втором местие в чарте альбомов Великобритании и попал в национальные чарты в 15 других странах, включая топ-20 в Ирландии, Норвегии, Шотландии и Швейцарии. Кроме того, альбом был сертифицирован как золотой в четырёх странах. Альбом получил множество наград, включая номинации «Альбом года» на Mercury Prize и MOBO Awards. В 2024 году альбом стал лучшим британским альбомом года на церемонии Brit Awards, где Raye побила рекорд по количеству побед за одну церемонию.

## Предыстория
Британская певица и автор-исполнитель Raye, урождённая Рэйчел Кин, проявила интерес к музыке с раннего возраста, поступив в Лондонскую школу исполнительского искусства и технологий BRIT в 10 лет. Она сосредоточилась на написании музыки после школы с помощью учителей. В 2014 году, в возрасте 16 лет, Raye самостоятельно выпустила мини-альбом Welcome to the Winter на SoundCloud. В том же году она подписала контракт со звукозаписывающей компанией Polydor Records после того, как её порекомендовал певец Олли Александр и у неё уже был написан и готов к выпуску R&B-альбом. Впоследствии она начала работать над своей музыкой[1] и стала соавтором песен для нескольких исполнителей, включая Бейонсе и Charli XCX. Raye стала автором двух синглов, вошедших в топ-20 в Великобритании, и платиновых коллабораций «You Don’t Know Me» (2016), «Secrets» (2020) и «Bed» (2021).
По словам Рэй, Polydor давил на нее, заставляя выпускать «танцевальные треки, подходящие для чартов», которые ей не нравились. Выпуская музыку нескольких жанров, она боролась с собственной идентичностью, говоря, что «не знает, кто она» в музыкальном плане, позже считая, что она не последовательна. Raye выпускала различные проекты, включая мини-альбом Euphoric Sad Songs (2020).В июне 2021 года певице сообщили, что она не сможет выпустить дебютный альбом с Polydor, если ее сингл «Call on Me» (2021) не попадет в чарты. Позже она выразила свое разочарование в твитах и получила поддержку от коллег-музыкантов, после чего рассталась с лейблом и стала независимым артистом. В 2022 году она подписала контракт с дистрибьюторской компанией Human Re Sources и стала владеть своими мастер-записями.

## Композиция
Вдохновленный музыкой 1970-х годов, альбом My 21st Century Blues смешивает хаус, поп, блюз, дэнсхолл, R&B, хип-хоп и джаз. Альбом содержит влияния других жанров, включая ду-воп, соул и электро. Он включает более мрачное производство по сравнению с предыдущими релизами Raye. По словам Томаса Миера из Rolling Stone, вокал Raye содержит элементы вокала Эми Уайнхаус, а также вдохновлен джазом, который является самым любимым жанром Raye. Лирически My 21st Century Blues исследует несколько тем, включая неупорядоченное питание, зависимость, разбитое сердце, дискриминацию и самовосприятие. Рэй хотела быть «явной и вызывающей»; она сказала, что суть альбома — «говорить откровенно». Она была вдохновлена лиризмом альбомов Who Is Jill Scott? Words and Sounds Vol. 1 (2000) американской певицы Джилл Скотт и The Diary of Alicia Keys (2003) Алишы Киз.

## Отзывы
| Совокупная оценка    | Совокупная оценка |
| Источник             | Оценка            |
| -------------------- | ----------------- |
| AnyDecentMusic?      | 7.6/10            |
| Metacritic           | 82/100            |
| Оценки критиков      |                   |
| Источник             | Оценка            |
| AllMusic             | [ 18 ]            |
| Clash                | 6/10              |
| DIY                  | [ 15 ]            |
| Dork                 | [ 20 ]            |
| The Guardian         | [ 10 ]            |
| The Independent      | [ 12 ]            |
| The Line of Best Fit | 7/10              |
| NME                  | [ 8 ]             |
| Pitchfork            | 6.6/10            |
| The Telegraph        | [ 13 ]            |

Альбом получил положительные отзывы музыкальных критиков и интернет-изданий. На сайте-агрегаторе рецензий Metacritic, который присваивает нормализованный балл из 100 оценкам от изданий, альбом получил средневзвешенный балл 82 на основе 12 рецензий, что свидетельствует о «всеобщем признании». AnyDecentMusic? поставил ему 7,6 из 10, основываясь на своей оценке критического консенсуса.

### Награды и номинации
Альбом My 21st Century Blues получил различные награды. В 2023 году он выиграл премию Pop Music Award на South Bank Sky Arts Awards, был номинирован на AIM Independent Music Awards как лучший независимый альбом и вошел в шорт-лист премии Mercury Prize как альбом года. В 2024 году он получил номинации на MOBO Awards 2023, лучший альбом на Премии Айвора Новелло и любимый дебютный альбом на iHeartRadio Music Awards 2024. Альбом My 21st Century Blues стал лучшим британским альбомом года на Brit Awards 2024, где Райе обогнала Blur, Адель и Гарри Стайлза как артист с наибольшим количеством побед на одной церемонии, а также получила звания британского артиста года, лучшего нового артиста, британского R&B-певца, автора песен года и песни года (за «Escapism»).

### Итоговые годовые списки
| Публикация       | Список                                                          | Ранг | Ссылка |
| ---------------- | --------------------------------------------------------------- | ---- | ------ |
| Billboard        | The 50 Best Albums of 2023: Staff List                          | 34   | [ 32 ] |
| Business Insider | The best albums of 2023                                         | 4    | [ 33 ] |
| Consequence      | The 50 Best Albums of 2023                                      | 22   | [ 34 ] |
| DIY              | DIY’s Albums of the Year 2023                                   | 19   | [ 35 ] |
| Dork             | Dork’s Top 50 Albums of 2023: 40-31                             | 35   | [ 36 ] |
| Esquire          | The Best Albums of 2023                                         | 6    | [ 37 ] |
| The Forty-Five   | The 45 best albums of 2023                                      | 41   | [ 38 ] |
| The Independent  | The 30 best albums of 2023, from Olivia Rodrigo to Lana Del Rey | 10   | [ 39 ] |
| The Telegraph    | The 10 best albums of 2023, ranked                              | 1    | [ 40 ] |
| Variety          | The Best Albums of 2023                                         | 8    | [ 41 ] |

## Список композиций
| №   | Название                                 | Текст песни                         | Музыка                           | Продюсеры                     | Длительность |
| --- | ---------------------------------------- | ----------------------------------- | -------------------------------- | ----------------------------- | ------------ |
| 1.  | «Introduction»                           | Rachel Keen                         | Austin Lichtenstein Pete Miller  | Mike Sabath                   | 0:57         |
| 2.  | «Oscar Winning Tears»                    | Keen                                | Keen Sabath                      | Sabath                        | 3:03         |
| 3.  | «Hard Out Here»                          | Keen Justin Tranter                 | Brandon Colbein Sabath           | Sabath                        | 3:11         |
| 4.  | «Black Mascara»                          | Keen                                | Keen William Lansley John Morgan | Punctual                      | 3:59         |
| 5.  | «Escapism» (при участии 070 Shake)       | Keen Danielle Balbuena              | Keen Sabath                      | Sabath                        | 4:32         |
| 6.  | «Mary Jane»                              | Keen                                | Keen Sabath                      | Raye Sabath                   | 3:52         |
| 7.  | «The Thrill Is Gone»                     | Keen Isabella Sjostrand             | Keen Anton Goransson Sabath      | Raye Sabath                   | 3:19         |
| 8.  | «Ice Cream Man»                          | Keen                                | Keen Sabath Michael Tucker       | Raye Sabath BloodPop          | 4:08         |
| 9.  | «Flip a Switch»                          | Keen                                | Keen Stephen McGregor            | Raye Di Genius Sabath         | 3:21         |
| 10. | «Body Dysmorphia»                        | Keen                                | Keen Sabath                      | Sabath                        | 2:33         |
| 11. | «Environmental Anxiety»                  | Keen Jenna Felsenthal               | Keen Sabath                      | Raye Sabath                   | 3:14         |
| 12. | «Five Star Hotels» (при участии Mahalia) | Keen Kennedi Lykken Mahalia Burkmar | Keen Eddie Benjamin Sabath       | Sabath Luca Buccellati Miller | 3:24         |
| 13. | «Worth It»                               | Keen Akil King                      | Keen Sabath John Hill            | Raye Sabath                   | 4:06         |
| 14. | «Buss It Down»                           | Keen Eyelar Mirzazadeh              | Keen Antionette Smith Sabath     | Raye Sabath Miller            | 2:36         |
| 15. | «Fin»                                    | Keen                                | Keen                             | Raye Sabath Miller            | 0:33         |

## Чарты
| Чарт (2023—2024)                             | Высшая позиция |
| -------------------------------------------- | -------------- |
| Бельгия/Фландрия (Ultratop)                  | 38             |
| Бельгия/Валлония (Ultratop)                  | 139            |
| Канада (Canadian Albums Chart)               | 25             |
| Нидерланды (Album Top 100)                   | 30             |
| Франция (SNEP)                               | 97             |
| Германия (Offizielle Top 100)                | 34             |
| Ирландия (Irish Albums Chart)                | 13             |
| Норвегия (VG-lista)                          | 16             |
| Шотландия (Scottish Albums Chart)            | 4              |
| Испания (PROMUSICAE)                         | 95             |
| Швейцария (Schweizer Hitparade)              | 17             |
| Великобритания (UK Albums Chart)             | 2              |
| Великобритания (UK Independent Albums Chart) | 1              |
| США (Billboard 200)                          | 58             |
| США (Billboard Independent Albums)           | 8              |

| Чарт (2024)     | Позиция |
| --------------- | ------- |
| UK Albums (OCC) | 76      |

## Сертификации
| Регион                                                                      | Сертификация | Продажи |
| --------------------------------------------------------------------------- | ------------ | ------- |
| Канада (Music Canada)                                                       | Золотой      | 40 000  |
| Дания (IFPI Danmark)                                                        | Золотой      | 10 000  |
| Новая Зеландия (RMNZ)                                                       | Золотой      | 7500    |
| Великобритания (BPI)                                                        | Золотой      | 100 000 |
| Данные о продажах + прослушиваниях приведены только на основе сертификации. |              |         |